# Franz Schrader
Jean François Daniel Schrader, más conocido como Franz Schrader (1844-1924), fue un  geógrafo, alpinista, cartógrafo y pintor paisajista francés.
Franz Schrader es uno de los grandes pireneístas que contribuyeron al conocimiento y cartografía de los Pirineos. El pico Gran Bachimala fue nombrado como "Punta Schrader" en su honor. Ostenta la condecoración de  Oficial de la Legión de Honor de la República Francesa que le fue otorgada en 1889.

## Biografía
Jean François Daniel Schrader nació el 11 de enero de 1844 en Burdeos, Francia. Hijo de Ferdinand Schrader, un prusiano de Magdeburgo que emigró a Burdeos, y de Marie-Louise Ducos, de una  familia de Nérac y prima hermana de los geógrafos Élisée y Onésime Reclus.  Desde niño tuvo un talento especial hacia el dibujo que no fue desarrollado de forma reglada a no acceder a la universidad.  Trabajó de ayudante de un recaudador de impuestos y luego en una casa de comercio dedicando todo su tiempo libre en incrementar sus conocimientos literarios, artísticos y científicos.
En 1866, en compañía de su amigo de Pau, Léonce Lourde-Rocheblave, conoció la cordillera pirenaica de la que quedó prendado. Su vocación se reforzó con la lectura de los cuentos de Ramond de Carbonnières (1755-1827) Los viajes al Monte Perdido (Les Voyages au Mont-Perdu) y de Henry Russell (1834-1909) Las grandes accesiones de los Pirineos, guía de un mar a otro (Les Grandes Ascensions des Pyrénées, guide d'une mer à l'autre). Aunque dedicaba la mayor parte de su tiempo libre a largas caminatas por la montaña, durante las cuales recopilaba  datos para realizar sus levantamientos topográficos, todavía encontraba tiempo para pintar, especialmente, vistas panorámicas, tanto de los Pirineos como de los Alpes, a los que también viaja.
En 1873 desarrolló el orógrafo que facilitaba el estudio topográfico en terrenos irregulares. En 1874 realizó su primer gran trabajo de cartografía, un mapa del del macizo de Gavarnie-Monte Perdido, a una escala de  1/40.000 (con Lourde-Rocheblave) el cual provocó tal sensación que, al año siguiente, se incluyó en las "Memorias anuales" de la Sociedad de Ciencias Físicas y Naturales de Burdeos, acompañado de un texto explicativo. El “Anuario” del Club Alpino Francés publicó de inmediato una reseña entusiasta, calificando a Schrader como un "topógrafo de primer nivel rebosante de un golpe maestro". En el proceso, participó en la creación, en 1876, de la sección de Burdeos del Club Alpino Francés e inmediatamente se convirtió en su presidente.
En 1877 fue contratado como geógrafo profesional por la Librairie Hachette a través de Adolphe Joanne, presidente de la sección parisina del Club Alpino Francés, a quien conoció, junto con Louis Hachette, a través de Émile Templier y Élisée y Onésime Reclus primas de Franz Schrader que residían en París. Dio lecciones de geografía en la escuela de antropología y también se convirtió en secretario editorial del Annuaire del Club Alpino Francés.
El agosto de noviembre de 1878, en compañía del guía de alta montaña Henri Passet, realizó el primera ascensión conocida del Gran Bachimala  de 3177 m, que fue renombrado Pico Schrader en su honor.
En 1880, fue nombrado  director de cartografía en Hachette y se fijó el objetivo de superar en calidad al Atlas Stieler, del alemán Adolf Stieler.
El 25 de noviembre de 1897, Franz Schrader, siendo vicepresidente de la CAF, impartió una conferencia en el Club Alpino que constituyó su verdadero credo estético de la montaña y en la que anunció la inminente fundación de una escuela de pintura montañesa francesa. El texto de esta conferencia, cuyo título es "Lo que encierra la belleza de las montañas", se considera el acta de nacimiento de la Sociedad de Pintores de Montaña.
De 1901 a 1904, presidió el Club Alpino Francés. Participó activamente en las Guides Joanne de la Librairie Hachette, que en 1919 se convirtió en Blue Guides.
Además del inmenso trabajo legado por Franz Schrader, la comisión científica que creó dentro del Club Alpino Francés todavía existe hoy.
De 1901 a 1904, presidió el Club Alpino Francés. Participó activamente en las Guides Joanne de la Librairie Hachette, que en 1919 se convirtieron en Guides Bleus.
Además de la inmensa obra legada por Franz Schrader, todavía existe la comisión científica que había creado dentro del Club Alpino Francés, así como la Sociedad de Pintores de Montaña-París.
Murió  el 18 de octubre de 1924 en París. En 1927, tres años después, sus restos fueron trasladados a una tumba al lado del circo de Gavarnie.

## Condecoraciones
- 1889: Oficial de la Legión de Honor[2]
- 1928: Gran Medalla de Oro de la Sociedad Geográfica de París (a título póstumo)

## Trabajos realizados

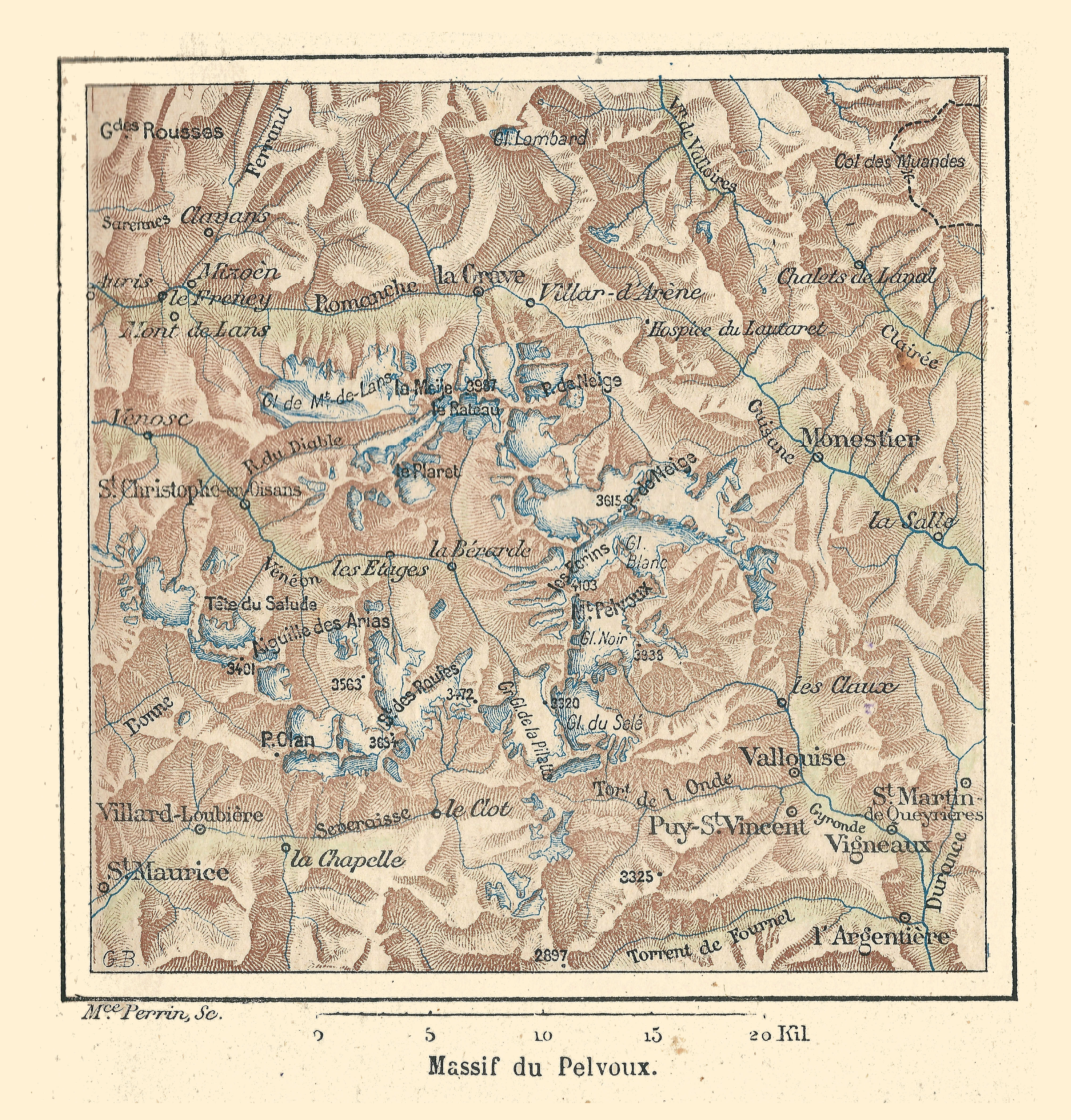
Massif du Pelvoux, en Franz Schrader & Louis Gallouédec, Geografía elemental de Francia y sus colonias escrito de acuerdo con los 5th Classical y 6th Modern Class Syllabuses, 2.ª edición, 1894.

### Atlas
- Atlas de geografía universal (continuación de la obra de Louis Vivien de Saint-Martin)
- 1890: Atlas de geografía moderna (director de cartografía)
- 1893: Atlas de geografía histórica (id.)
- De 1891 a 1914: El Año Cartográfico (id.)
- Franz Schrader y Louis Gallouédec, Classical Atlas of Ancient and Modern Geography, París, Hachette, 1905. 96 mapas e índice de 13 p..
- 1923: Atlas Universal de Geografía

### Topografía
- 1874: mapa del macizo de Gavarnie-Mont Perdu, en 1/40 000 (con Lourde-Rocheblave)
- 1886-1891: mapa general de los Pirineos, topográfico y geológico, en 1/80 000
- 1882-1892: mapa de los Pirineos centrales en 1/100 000[3]
- 1914: mapa de Gavarnie-Mont Perdu, en 1/20 000

### Pinturas
Lista no exhaustiva (varios cientos de pinturas de paisajes)
- El Circo de Gavarnie
- La Gran Cascada de Gavarnie
- El Lago Helado de Mont-Perdu
- El macizo de Maladetta
- Panorama del Mont Blanc (presentada en el pabellón del Club Alpino Francés, durante la exposición universal de 1900)
- El Pic du Midi d'Ossau
- El Vignemale

### Lección de geografía
En colaboración con Henri Lemonnier:
- Elementos de geografía, escritos de acuerdo a los programas de educación primaria. Curso elemental, París, Hachette, 1881
- Elementos de geografía, escritos de acuerdo a los programas de educación primaria. Curso medio, París, Hachette, 1883
- Elementos de geografía, escritos de acuerdo a los programas de educación primaria. Curso superior, París, Hachette, 1883

En colaboración con Louis Gallouédec:
- Muchos libros de texto de geografía (educación secundaria), París, Hachette, coll Schrader y Gallouédec.

### Otros
- Estudios geográficos y excursiones en el macizo de Mont-Perdu, París, Gauthier-Villars, 1875
- Franz Schrader, Xavier Blanc y E. Levasseur, Adolphe Joanne, 1813-1881, París, impr. de G. Chamerot, s. d., 24 págs.
- El factor planetario de la evolución humana, París, V. Giard y E. Brière, 1902, 15 p.
- Pirineos. Tomo I: Recorridos y ascensiones, Toulouse, É. Privat, 1936. Acompañado de un prólogo, del Dr. Georges Sabatier, y Franz Schrader, esbozo biográfico, de Maurice Heïd
- Pirineos. Volumen II: Ciencia y arte, París, ed. Didier, 1936. Seguido de Essai de biblio-iconographie, de Maurice Heïd